# Robert Robinson (chimico)
Sir Robert Robinson (Rufford Farm, 13 settembre 1886 – Great Missenden, 8 febbraio 1975) è stato un chimico inglese.
Dal 1922 al 1928 ha insegnato chimica all'Università di Manchester e nel 1930 dopo aver ricevuto la Medaglia Davy dalla Royal Society, diventa professore di chimica organica all'Università di Oxford, dove insegnerà fino al 1955.
Nel 1935, nell'ambito degli studi sugli steroidi, mette a punto un'utile reazione di sintesi di cicloesenoni sostituiti a partire da metil-vinil-chetoni con un meccanismo noto come Anellazione di Robinson. Dal 1939 al 1941 è stato presidente della Chemical Society e dal 1945 al 1950 presidente proprio della Royal Society.
In chimica organica si è interessato della struttura e della sintesi di numerose sostanze complesse, nonché del meccanismo elettrochimico di molte reazioni.
I suoi studi di biochimica, in particolare sulla struttura dei pigmenti delle piante conosciuti come antocianine, si sono specialmente orientati in ricerche approfondite sugli alcaloidi e hanno contribuito alla sintesi di farmaci contro la malaria.
Notevole affermazione ha avuto la sua teoria sulla formazione in natura degli alcaloidi, che ammette per queste sostanze la derivazione dagli amminoacidi e dalla demolizione degli zuccheri.
Robinson ottenne nel 1947, quale massimo riconoscimento, il Premio Nobel per la chimica.